# حديقة شيص
حديقة شيص هي حديقة ترفيهية تقع بالقرب من قرية شيص في خورفكان بالشارقة، الإمارات العربية المتحدة.
استغرق بناء الحديقة 8 أشهر، تبلغ مساحتها 11,362 متر مربع، وتضمّ شلال اصطناعي بارتفاع 25 مترًا يصب في البحيرة المحاطة بمسارات حجرية وتشكيلات من المجالس الحجرية. في حديقة شيص ممشى جبلي مكوّن من ثلاث شرفات جبلية مُتصلة فيما بينها بواسطة سلالم حجرية تؤدي إلى منصة مشاهدة رئيسية على ارتفاع 30 مترا من مستوى الحديقة الرئيسي. تتوفر الحديقة على مسارات للمشي والجري بطول 506 مترا محاطة بأشجار النخيل. وتُخصص منطقة لعب للأطفال و32 مجلس مظلل للعائلات ومسرح خارجي يتسع لحوالي 70 شخصًا ومنطقة للشواء.
افتتح الحديقة حاكم الشارقة الشيخ سلطان بن محمد القاسمي في 15 أكتوبر 2020.

## صور من المكان

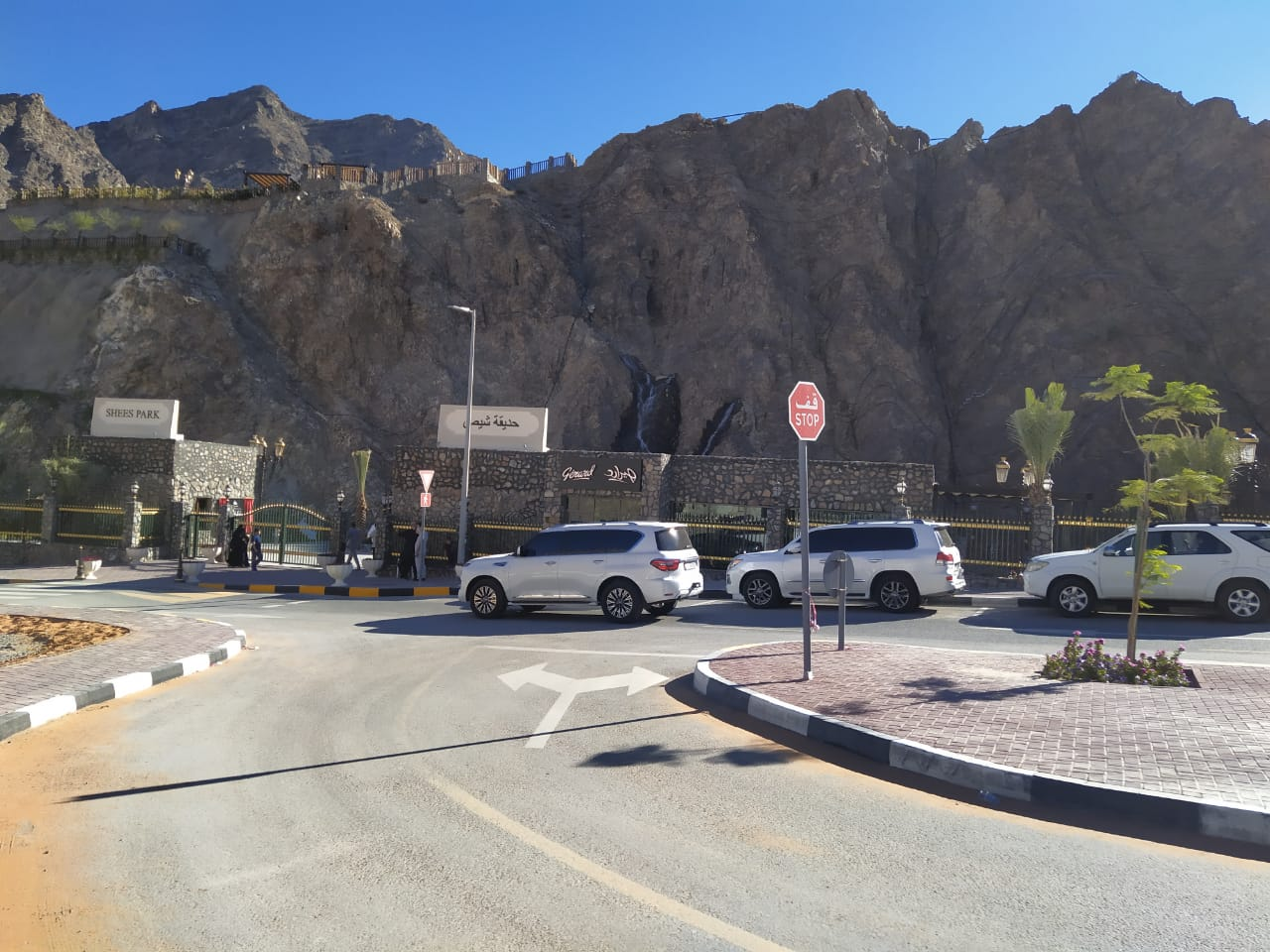
مدخل حديقة شيص
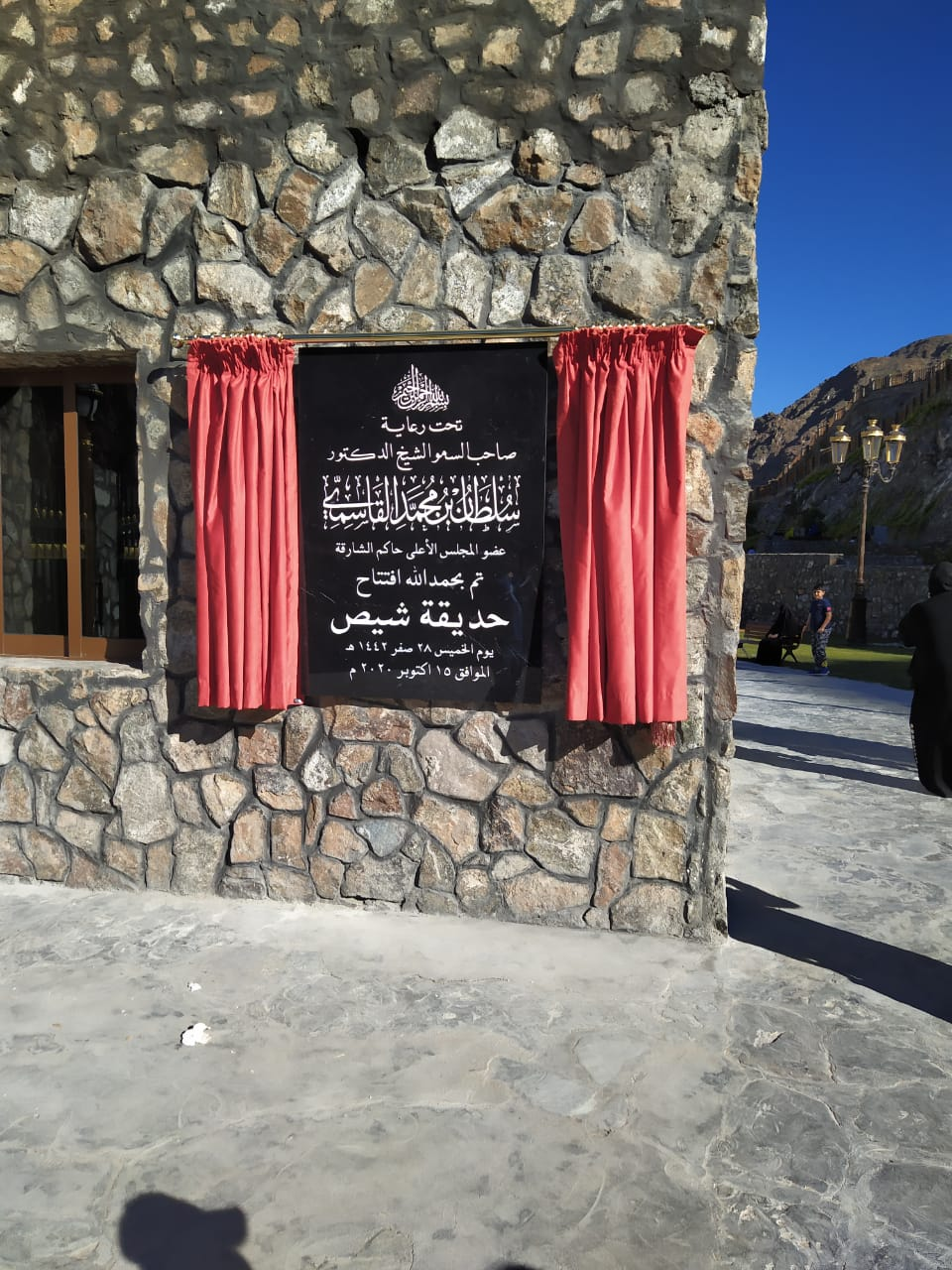
لوحة مكتوبة بالعربيّة تروي تاريخ الافتتاح
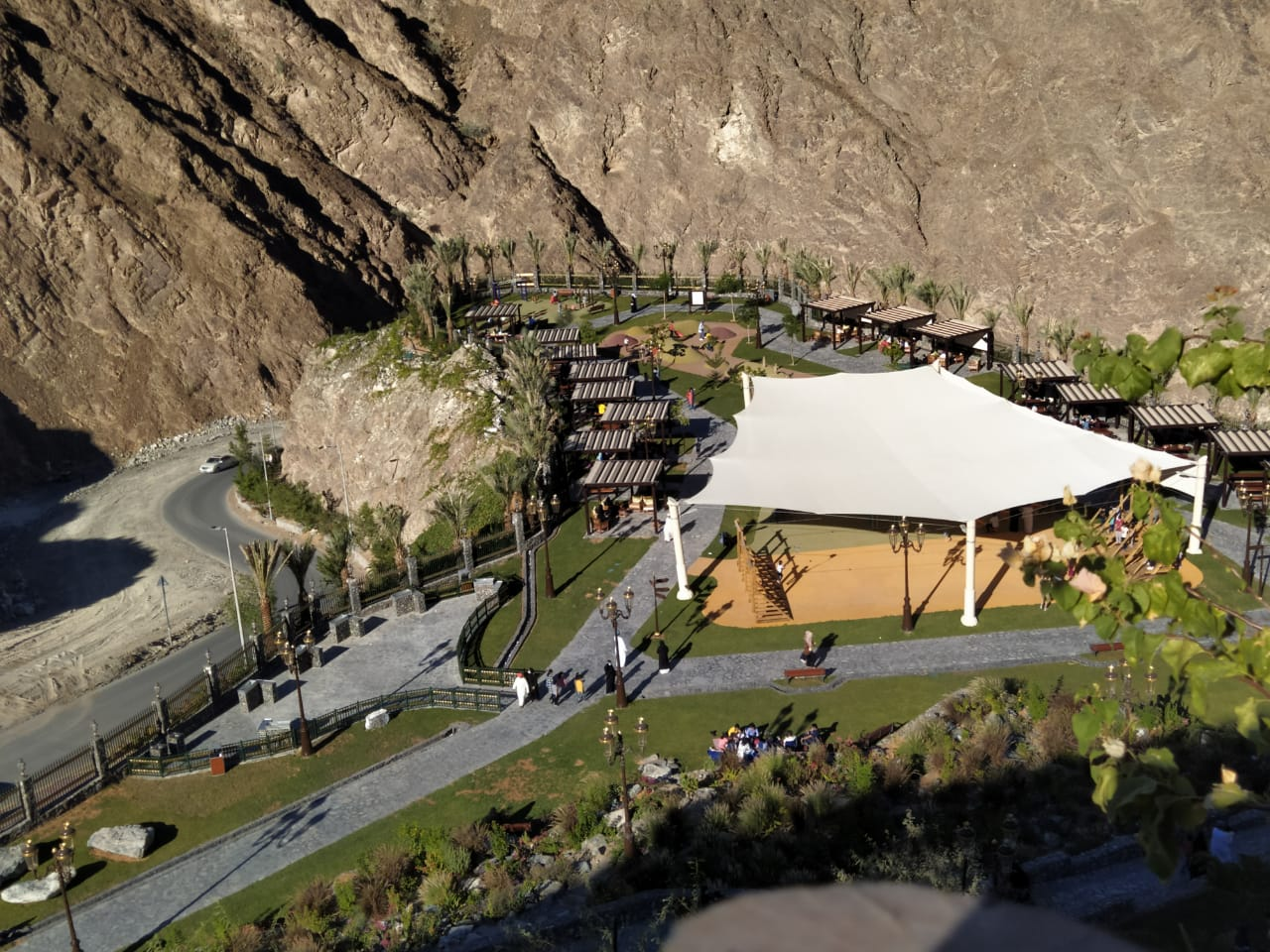
مسارات حجريّة في الحديقة
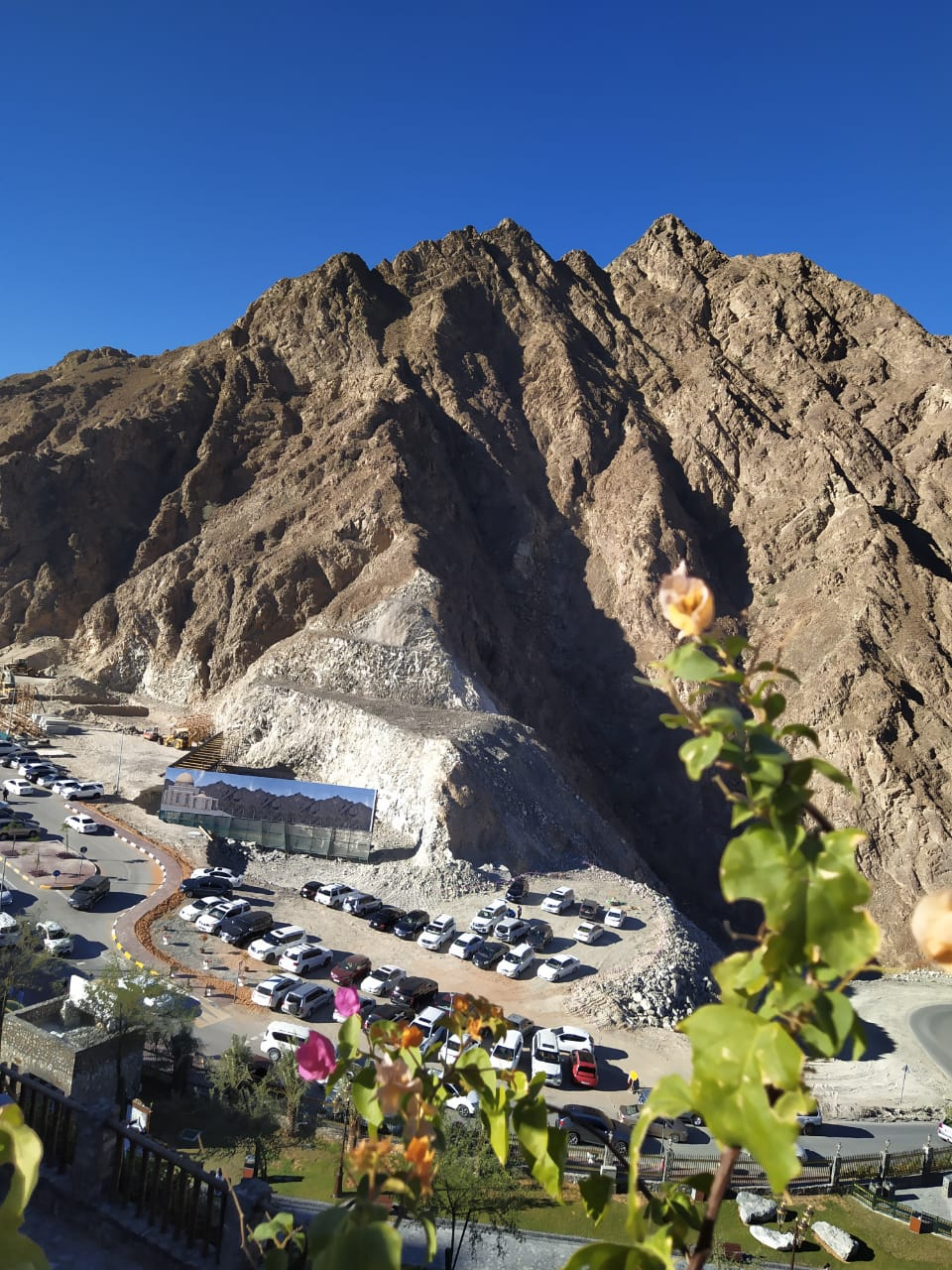
مسارات حجرية
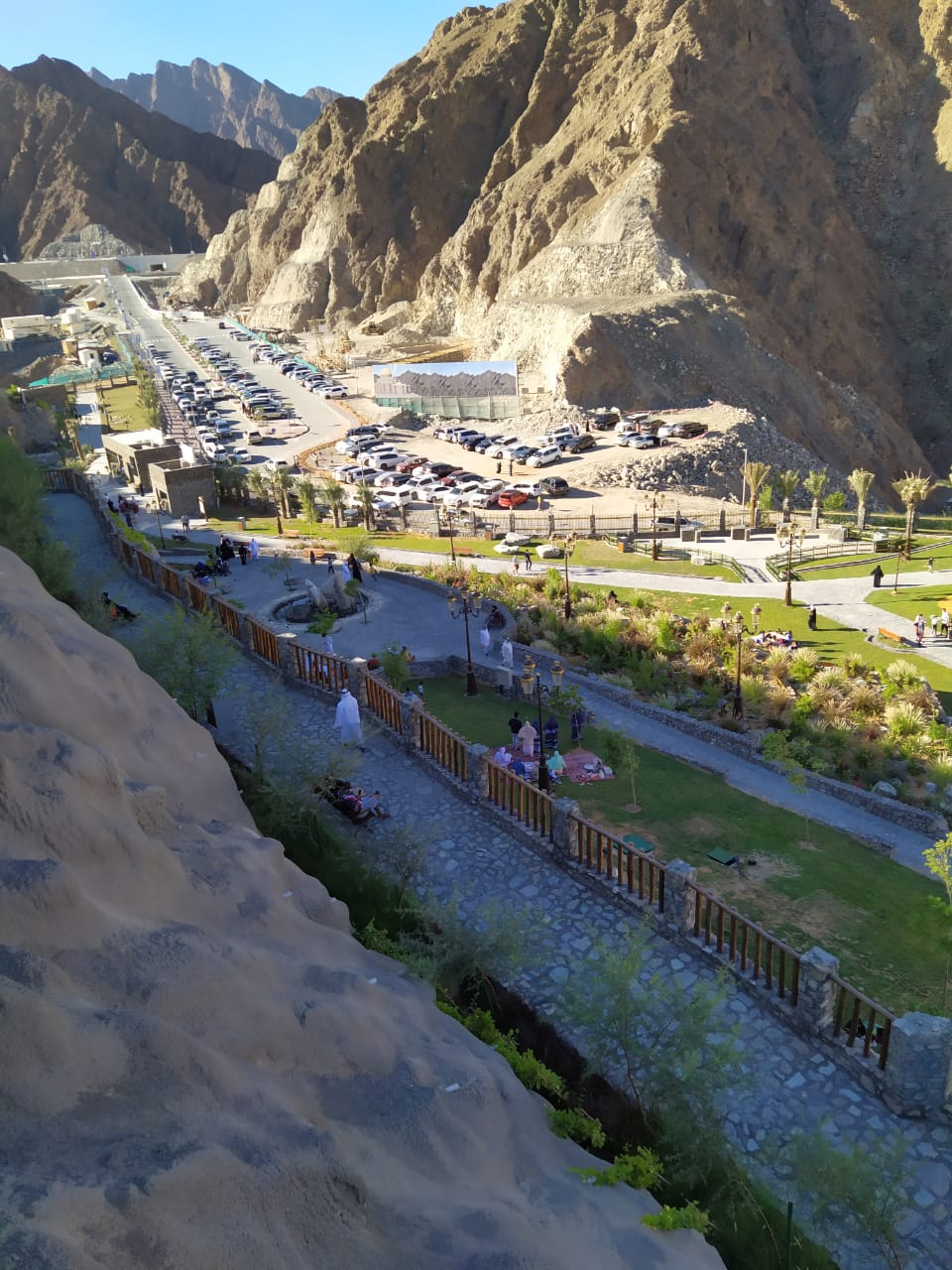
مسارات حجرية
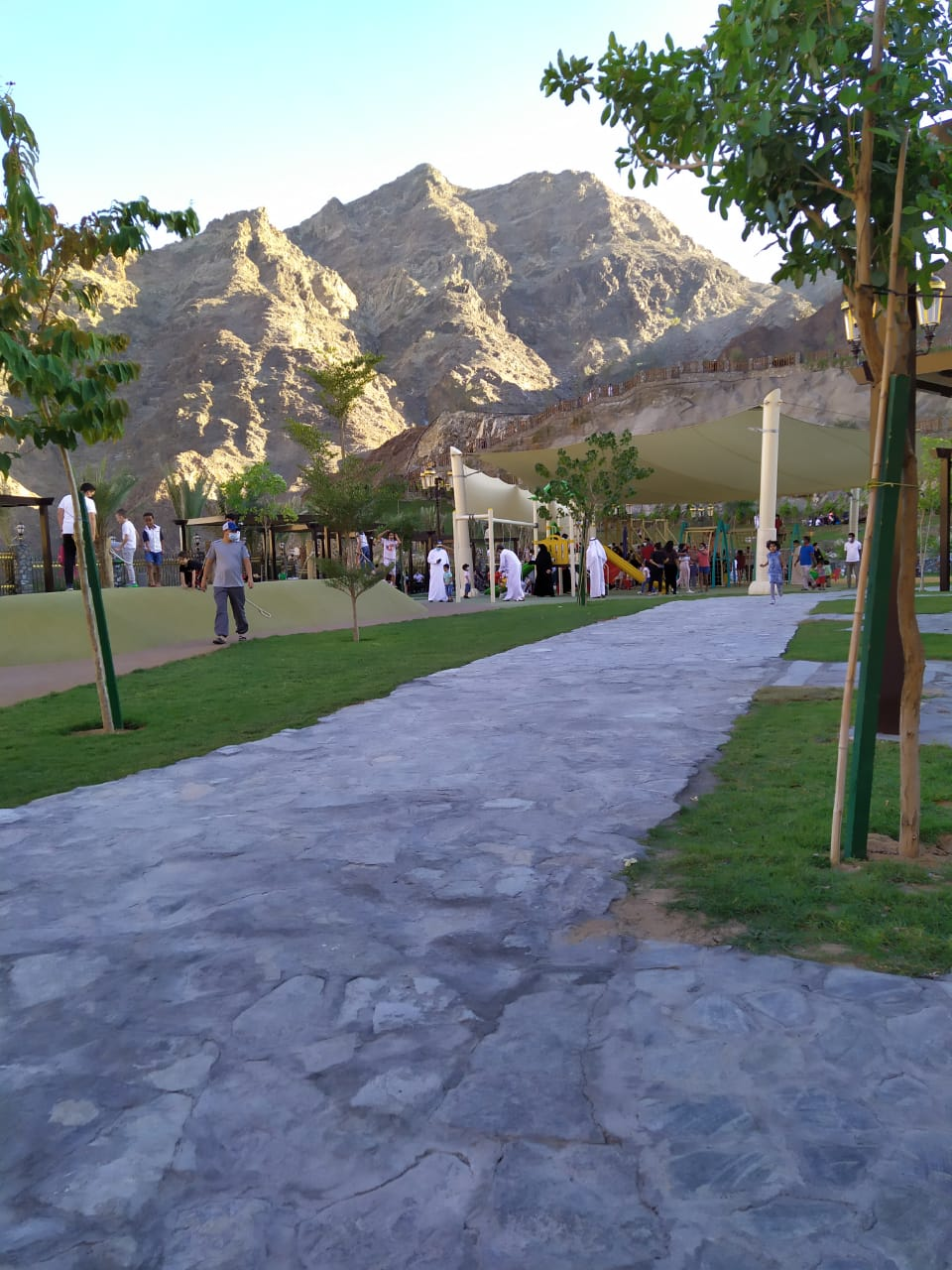
مسار من المسارات الحجرية
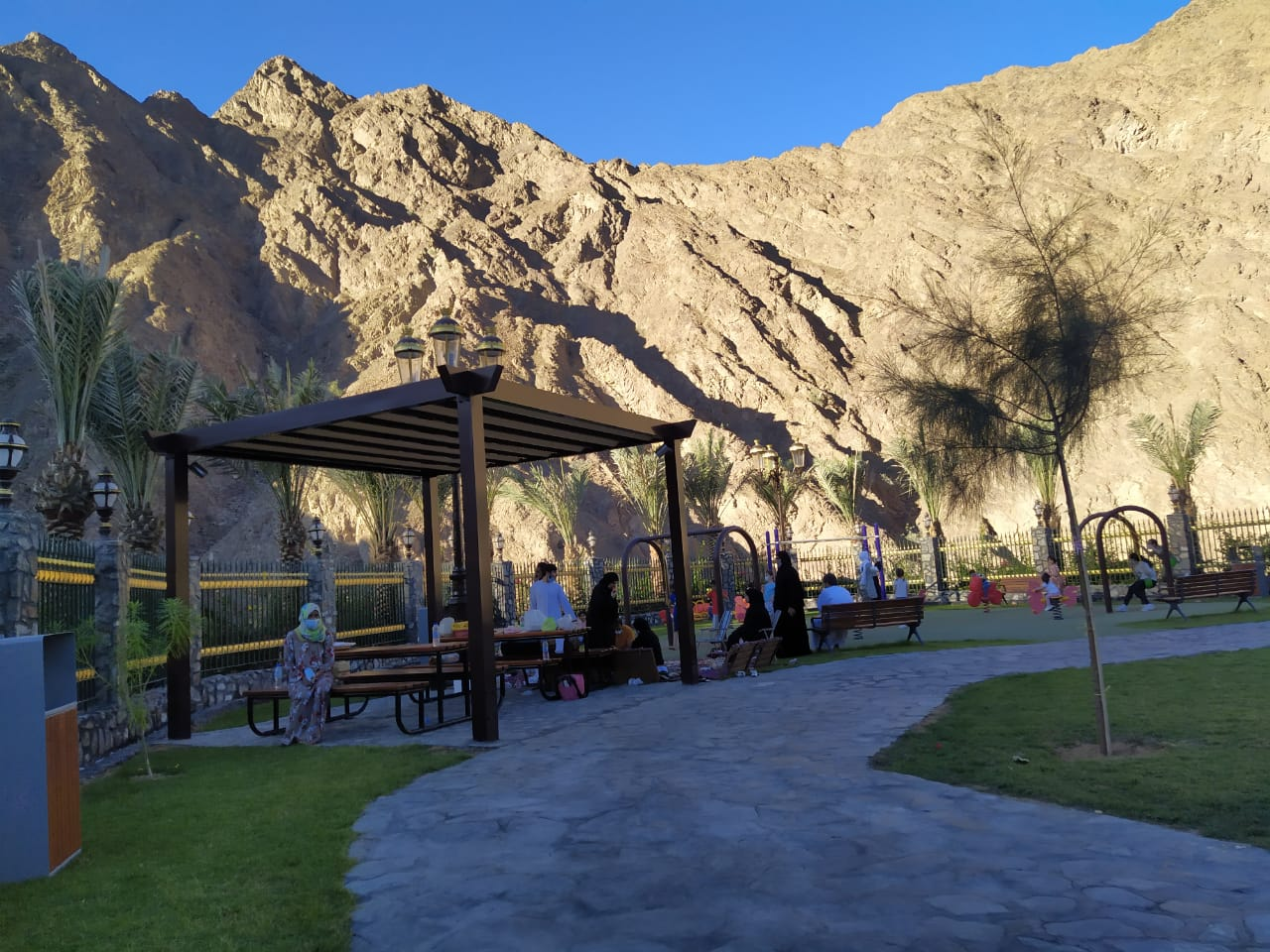
حيز للجلوس في الحديقة